# Gonzaga Eleonóra magyar királyné (1630–1686)
Gonzaga Eleonóra Magdolna (olaszul: Eleonora Maddalena Gonzaga, németül: Eleonora Magdalena Gonzaga; Mantova, Mantovai Hercegség, 1630. november 18. – Bécs, Osztrák Főhercegség, 1686. december 6.), mantovai, neversi és retheli hercegnő, III. Ferdinánd császár és király harmadik hitveseként német-római császárné, német, magyar és cseh királyné 1651-től férje 1657-ben bekövetkezett haláláig. Az itáliai hercegi Gonzaga-család neversi ágának tagja.
Eleonóra II. Károly neversi herceg és Gonzaga Mária montferrati hercegnő leánya volt. A fiatalabb (németül: Jüngere) jelzővel illetik, megkülönböztetve elődje, idősebb Gonzaga Eleonóra császárnétól. A császárné kimagaslóan művelt és vallásos volt. Élénken támogatta a kulturális és egyházi életet, irodalmi akadémiát vezetett, maga is vallásos témájú költeményeket szerzett. Ő alapította a Csillagkeresztes Rendet, ami a  katolikus, jótékony nemes hölgyek kitüntetése lett.

## Élete

### Származása
Apja a Gonzaga-családból származó II. Károly mantovai herceg (1609–1631), anyja Gonzaga Mária (1609–1660), IV. Ferenc mantovai herceg leánya, apai nagyapja I. Károly mantovai herceg (1580–1637).

### Házassága, gyermekei
1651. április 30-án Bécsújhelyen férjhez ment III. Ferdinánd német-római császárhoz és magyar királyhoz, 1655. június 6-án Pozsonyban magyar királynévá koronázták. A házasságból négy gyermek született:
- Terézia Mária Jozefa (* Bécs, 1652. március 27.; † Bécs, 1653. július 26.)
- Eleonóra Mária Jozefa (* Regensburg, 1653. május 21.; † Bécs, 1697. december 17.), 1670-től Mihály lengyel király, majd 1678-tól Lotaringiai Károly herceg felesége,
- Mária Anna Jozefa (* Regensburg, 1654. december 30.; † Bécs, 1689. április 14.), 1678-tól János Vilmos pfalzi választófejedelem felesége
- Ferdinánd József Alois (* Bécs, 1657. február 11.; † Bécs, 1658. június 16.)

Eleonóra császárné nagyon művelt, istenfélő asszony volt. Élénken támogatta a bécsi kulturális és egyházi életet, irodalmi akadémiát vezetett, maga is vallásos témájú költeményeket szerzett. Ő alapította 1663-ban a bécsi Orsolya-szüzek zárdáját, melyben néhány évtizeddel később Zrínyi Ilona és leánya, Rákóczi Julianna is raboskodott.
III. Ferdinánd császár halála (1657. április 2.) után az özvegy császárné továbbra is tevékenyen részt vett a közéletben, pártolta és védte az egyházat és a művészeteket. Egy tűzvészt követően látomása volt, majd megalapította a Csillagkeresztes Rendet, ami a kamarás címhez hasonló kitüntetés volt katolikus, jótékony nemes hölgyeknek.
Férjét mintegy 29 évvel élte túl, 1686. december 6-án halt meg Bécsben. Földi maradványai a Habsburg-család hagyományos temetkezőhelyén, a bécsi kapucinusok templomának kriptájában vannak eltemetve.

## Származása
| Gonzaga Eleonóra Magdolna (Mantova, 1630. november 18.– Bécs, 1686. december 6.) német-római császárné | Apja: II. Károly (1609. október 22.– Cavriana, 1631. augusztus 30.) mantovai uralkodó herceg   | Apai nagyapja: I. Károly (Párizs, 1580. május 6.– Mantova, 1637. szeptember 22.) mantovai uralkodó herceg  | Apai nagyapai dédapja: IV. Lajos nevers-i uralkodó herceg (1539. szeptember 18.–1595. október 23.) |
| Gonzaga Eleonóra Magdolna (Mantova, 1630. november 18.– Bécs, 1686. december 6.) német-római császárné | Apja: II. Károly (1609. október 22.– Cavriana, 1631. augusztus 30.) mantovai uralkodó herceg   | Apai nagyapja: I. Károly (Párizs, 1580. május 6.– Mantova, 1637. szeptember 22.) mantovai uralkodó herceg  | Apai nagyapai dédanyja: Henrietta nevers-i uralkodó hercegnő (1542. október 31.–1601. június 24.)  |
| Gonzaga Eleonóra Magdolna (Mantova, 1630. november 18.– Bécs, 1686. december 6.) német-római császárné | Apja: II. Károly (1609. október 22.– Cavriana, 1631. augusztus 30.) mantovai uralkodó herceg   | Apai nagyanyja: Catherine de Mayenne (1585 körül– Párizs, 1618. március 16.)                               | Apai nagyanyai dédapja: Charles de Mayenne (1554. március 26.–1611. október 3.)                    |
| Gonzaga Eleonóra Magdolna (Mantova, 1630. november 18.– Bécs, 1686. december 6.) német-római császárné | Apja: II. Károly (1609. október 22.– Cavriana, 1631. augusztus 30.) mantovai uralkodó herceg   | Apai nagyanyja: Catherine de Mayenne (1585 körül– Párizs, 1618. március 16.)                               | Apai nagyanyai dédanyja: Enrichetta di Savoia (1541 körül –1611 körül)                             |
| Gonzaga Eleonóra Magdolna (Mantova, 1630. november 18.– Bécs, 1686. december 6.) német-római császárné | Anyja: Gonzaga Mária (Mantova, 1609. július 29.– Mantova, 1660. augusztus 14.) mantovai régens | Anyai nagyapja: IV. Ferenc (Mantova, 1586. május 7.– Mantova, 1612. december 22.) mantovai uralkodó herceg | Anyai nagyapai dédapja: I. Vince mantovai uralkodó herceg (1562. szeptember 22.–1612. február 18.) |
| Gonzaga Eleonóra Magdolna (Mantova, 1630. november 18.– Bécs, 1686. december 6.) német-római császárné | Anyja: Gonzaga Mária (Mantova, 1609. július 29.– Mantova, 1660. augusztus 14.) mantovai régens | Anyai nagyapja: IV. Ferenc (Mantova, 1586. május 7.– Mantova, 1612. december 22.) mantovai uralkodó herceg | Anyai nagyapai dédanyja: Eleonora de' Medici (1567. február 28.–1611. szeptember 9.)               |
| Gonzaga Eleonóra Magdolna (Mantova, 1630. november 18.– Bécs, 1686. december 6.) német-római császárné | Anyja: Gonzaga Mária (Mantova, 1609. július 29.– Mantova, 1660. augusztus 14.) mantovai régens | Anyai nagyanyja: Savoyai Margit (Torino, 1589. április 28.– Miranda de Ebro, 1655. június 26.)             | Anyai nagyanyai dédapja: Nagy Károly Emánuel savoyai herceg (1562. január 12.–1630. július 26.)    |
| Gonzaga Eleonóra Magdolna (Mantova, 1630. november 18.– Bécs, 1686. december 6.) német-római császárné | Anyja: Gonzaga Mária (Mantova, 1609. július 29.– Mantova, 1660. augusztus 14.) mantovai régens | Anyai nagyanyja: Savoyai Margit (Torino, 1589. április 28.– Miranda de Ebro, 1655. június 26.)             | Anyai nagyanyai dédanyja: Spanyolországi Katalin Mihaéla (1567. október 10.–1597. november 6.)     |